# Кузнецов, Сергей Алексеевич (футболист)
Сергей Алексеевич Кузнецов (12 мая 1966, Тамбов) — советский и российский футболист, защитник. Мастер спорта СССР (1988).

## Карьера

### Клубная
Воспитанник тамбовского футбола. Первый профессиональный клуб — «Спартак» Тамбов, в котором дебютировал в 1983. За два сезона провёл 45 матчей во второй лиге. В 1985 был заявлен клубом высшей лиги СКА Ростов-на-Дону. Однако матчей в дебютном сезоне так и не провёл, а его клуб по результатам первенства покинул высшую лигу.
В 1987 году перешёл в волгоградский «Ротор», выступавший в первой лиге, с которой уже в следующем году добился права повышения в классе. В 1989 году сыграл 17 матчей за волжан в высшей лиге. В 1990 году играл в «Торпедо» Волжский.
Со 2-й половины 1990 играл в Финляндии. Сначала за клуб «ТоТа», затем в 1991 в КПТ-85. В 1992 провел сезон за «ТП-47» из Торнио.
Во 2-й половине 1992 вернулся в «Ротор», в составе которого стал серебряным призёром чемпионата России 1993 года.
В 1994 году играл в самарских «Крыльях Советов». Завершал сезон в болгарском клубе высшей лиги «Шумен», где провел 9 игр.
В 1999 снова играл в Финляндии. Сначала за клуб «КайХа» из Каяани, а потом за «КПТ-85».

### Тренерская
После окончания футбольной карьеры вернулся в Волгоград. В 2007 году работал администратором и начальником в «Роторе». В следующем сезоне — одним из тренеров клуба.

## Достижения
«Ротор»
2 место в первой лиге: (1) (выход в высшую лигу)
- 1988

 «Ротор»
Серебряный призёр высшей лиги: (1)
- 1993